# Ghiaccio ancorato

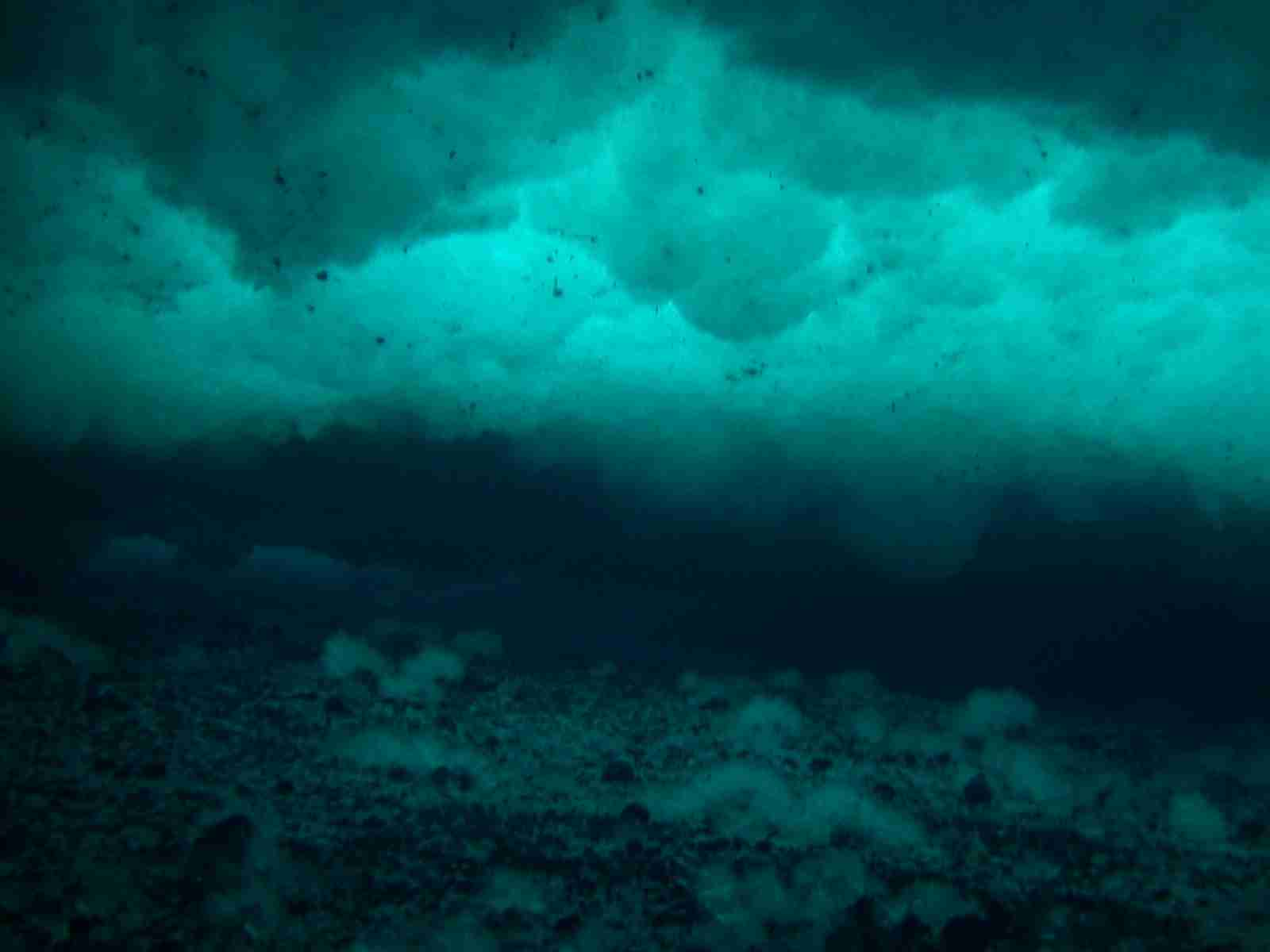
Ghiaccio ancorato sul fondo marino nel Canale McMurdo, in Antartide.

Il ghiaccio ancorato  (in inglese Anchor ice) è definito dall'Organizzazione Meteorologica Mondiale come: «…ghiaccio sommerso attaccato od ancorato al fondo, indipendentemente dalla natura della sua formazione». Viene anche chiamato ghiaccio fissato al fondo.

Lo si può normalmente osservare nei fiumi a scorrimento veloce durante i periodi di freddo intenso, alla foce di fiumi che si gettano in acque marine molto fredde, nella poco profonda battigia o nella zona intertidale durante o dopo tempeste, quando la temperatura dell'aria scende al di sotto del punto di congelamento dell'acqua, sulla battigia antartica lungo le piattaforme di ghiaccio o vicino alle lingue di ghiacciai galleggianti, e in laghetti poco profondi.

## Tipi e formazione di ghiaccio ancorato

### Ghiaccio ancorato nei corsi d'acqua

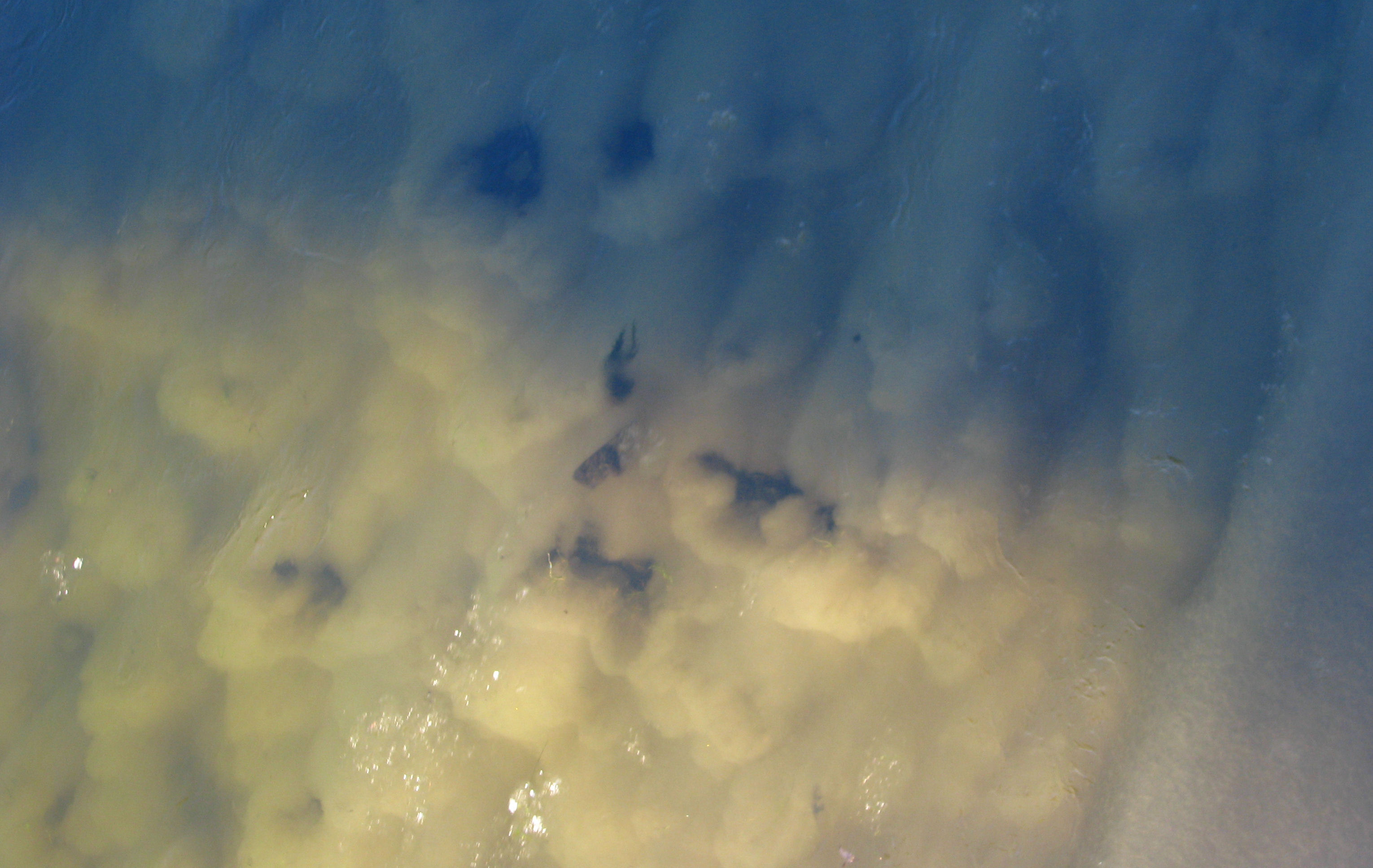
Ghiaccio ancorato sul fondo del fiume Saale a Jena in Germania.

Il ghiaccio ancorato si forma generalmente nei fiumi a corso rapido durante i periodi di gran freddo. 
A causa del movimento dell'acqua, la formazione di uno strato di ghiaccio in superficie non può avvenire in modo stabile e l'acqua raggiunge il suo punto di congelamento rapidamente in seguito al continuo rimescolamento e al contatto con l'atmosfera. Quando le condizioni sono ottimali, si formano in genere molto velocemente nella colonna d'acqua e sugli oggetti sommersi delle piccole placche di ghiaccio ancorato.

Il ghiaccio ancorato nei fiumi tende a essere composto da numerosi piccoli cristalli che si saldano tra loro formando piccolo masse flocculanti. Esso può costituire un serio pericolo per gli impianti idroelettrici, riducendo significativamente il flusso dell'acqua fino a provocare l'arresto delle turbine.
Un'altra forma di ghiaccio ancorato può essere osservata alla foce dei fiumi artici, ove le acque dolci si infiltrano nell'oceano attraverso i suoi sedimenti. Se la temperatura dell'acqua marina è inferiore al punto di congelamento di quella del fiume, si ha la formazione di ghiaccio ancorato.

### Ghiaccio ancorato durante le tempeste
Il ghiaccio ancorato può formarsi nelle acque basse della battigia o delle zone intertidali durante tempeste che si verifichino in periodi molto freddi dell'anno, quando gli strati superiori della colonna d'acqua vengono agitati da forti venti o dai cavalloni. Questo tipo di ghiaccio ancorato si trova principalmente nell'Artico, dove il ghiaccio sommerso può riempire completamente lo strato d'acqua fino a una profondità di 2 metri, con strati di ghiaccio ancorato osservati fino a oltre 4,5 m di profondità.

### Ghiaccio ancorato nell'Antartico

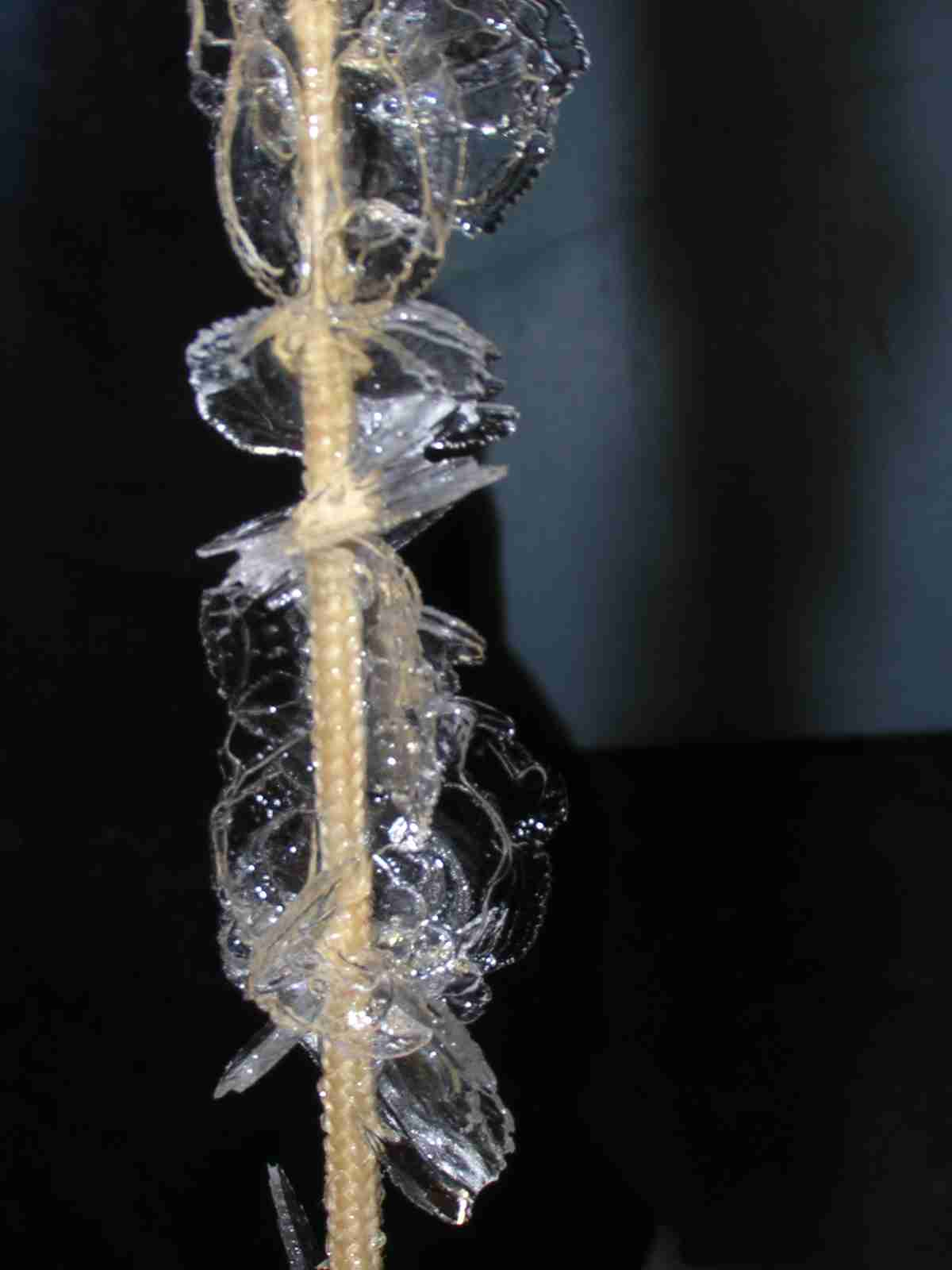
Ghiaccio ancorato in crescita su una corda. Canale McMurdo (McMurdo Sound) in Antartide.

Il ghiaccio ancorato dell'Antartide è forse uno dei fenomeni più interessanti di formazione del ghiaccio nell'ambiente marino. Si ritiene che il processo tipico di formazione sia il seguente:
- Le acque antartiche di superficie sono costrette a scorrere sotto un'ampia e spessa massa di ghiaccio galleggiante (piattaforme di ghiaccio o lingue di ghiacciaio), a causa dei movimenti di marea o della normale circolazione oceanica.
- L'acqua di superficie scioglie la massa del ghiaccio nella parte sottostante, causando un leggero raffreddamento dell'acqua che porta la sua temperatura all'equilibrio termodinamico con il punto di congelamento in situ, a quella profondità.
- L'acqua al suo punto di congelamento a quella profondità (leggermente più basso di quello in superficie a causa della pressione maggiore) viene addotta da sotto la massa di ghiaccio galleggiante e può risalire in superficie per vari fattori.

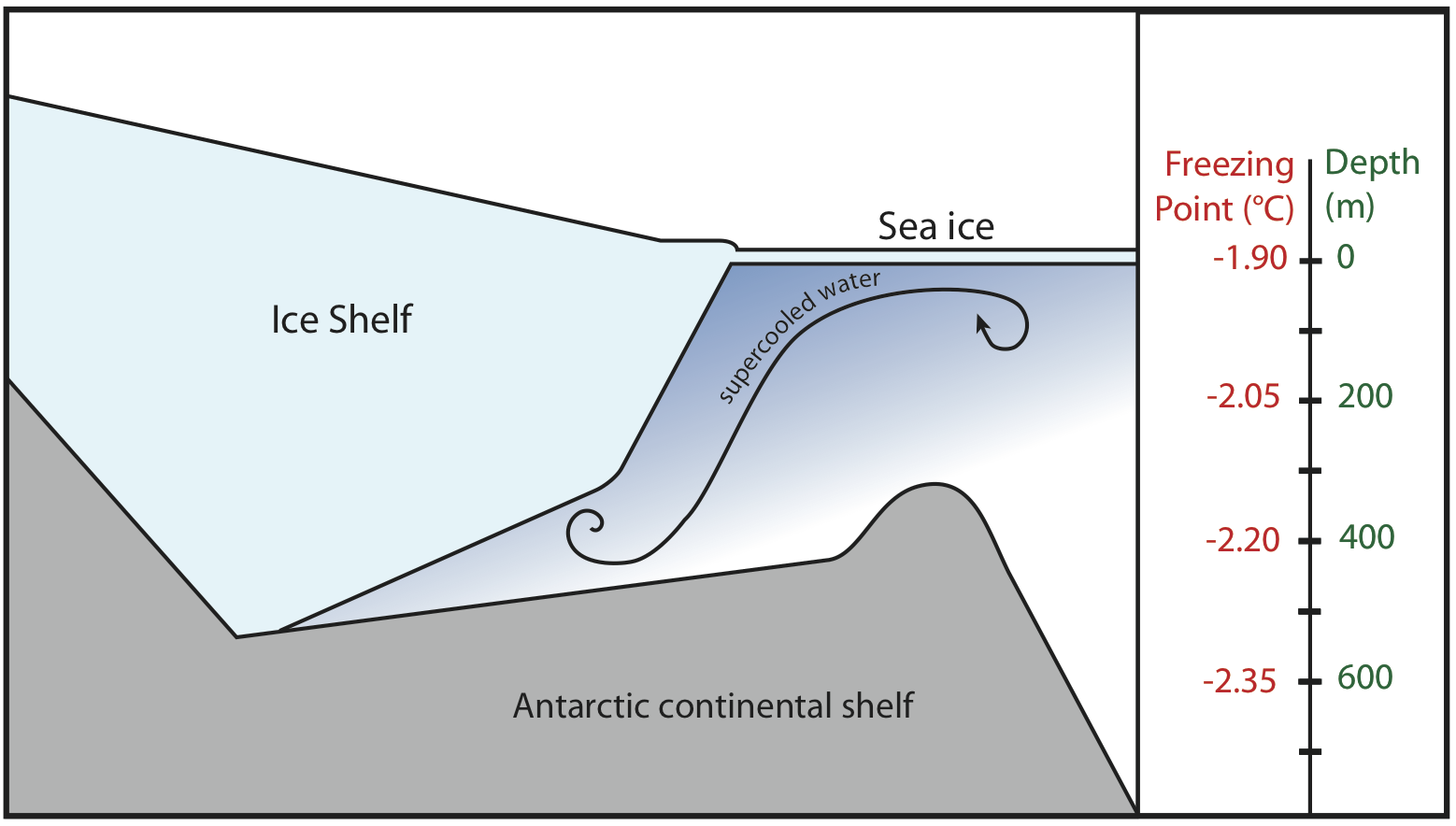
Le banchise favoriscono la formazione di acqua di mare sopraffusa e di ghiaccio ancorato nell'oceano antartico.

- Quando l'acqua risale, la temperatura del punto di congelamento locale cresce, lasciando l'acqua leggermente sopraffusa. Questa situazione di sopraffusione viene interrotta dalla formazione di microscopici cristalli di ghiaccio nella colonna d'acqua.
- I cristalli possono coalescere o aderire ad oggetti sommersi, compresi organismi marini, rocce, manufatti o altre formazioni di ghiaccio quali la banchisa, le dune di ghiaccio, o gli iceberg.

I cristalli di ghiaccio ancorato nell'Antartico hanno generalmente la forma di sottili placchette circolari di 2–10 cm di diametro. Ampie masse di cristalli orientati irregolarmente creano formazioni di ghiaccio ancorato, che possono raggiungere i 4 m di diametro se ancorati ad ampi oggetti immobili sul fondo marino.
Il ghiaccio ancorato che si forma sotto i ghiacci marini è spesso indicato come ghiaccio a placche o ghiaccio di congelamento e può essere difficile distinguerlo da quello dovuto al raffreddamento della superficie marina a causa delle condizioni atmosferiche.
Il ghiaccio ancorato è relativamente comune nell'Antartico a causa delle ampie piattaforme di ghiaccio che occupano gran parte della costa continentale. Studi ed osservazioni sulla formazione di ghiaccio ancorato nel canale McMurdo, hanno mostrato che il fenomeno provoca regolarmente formazioni di ghiaccio sul fondo del mare fino alla profondità di circa 15 m, e solo raramente raggiunge i 30 m.

## Effetti biologici

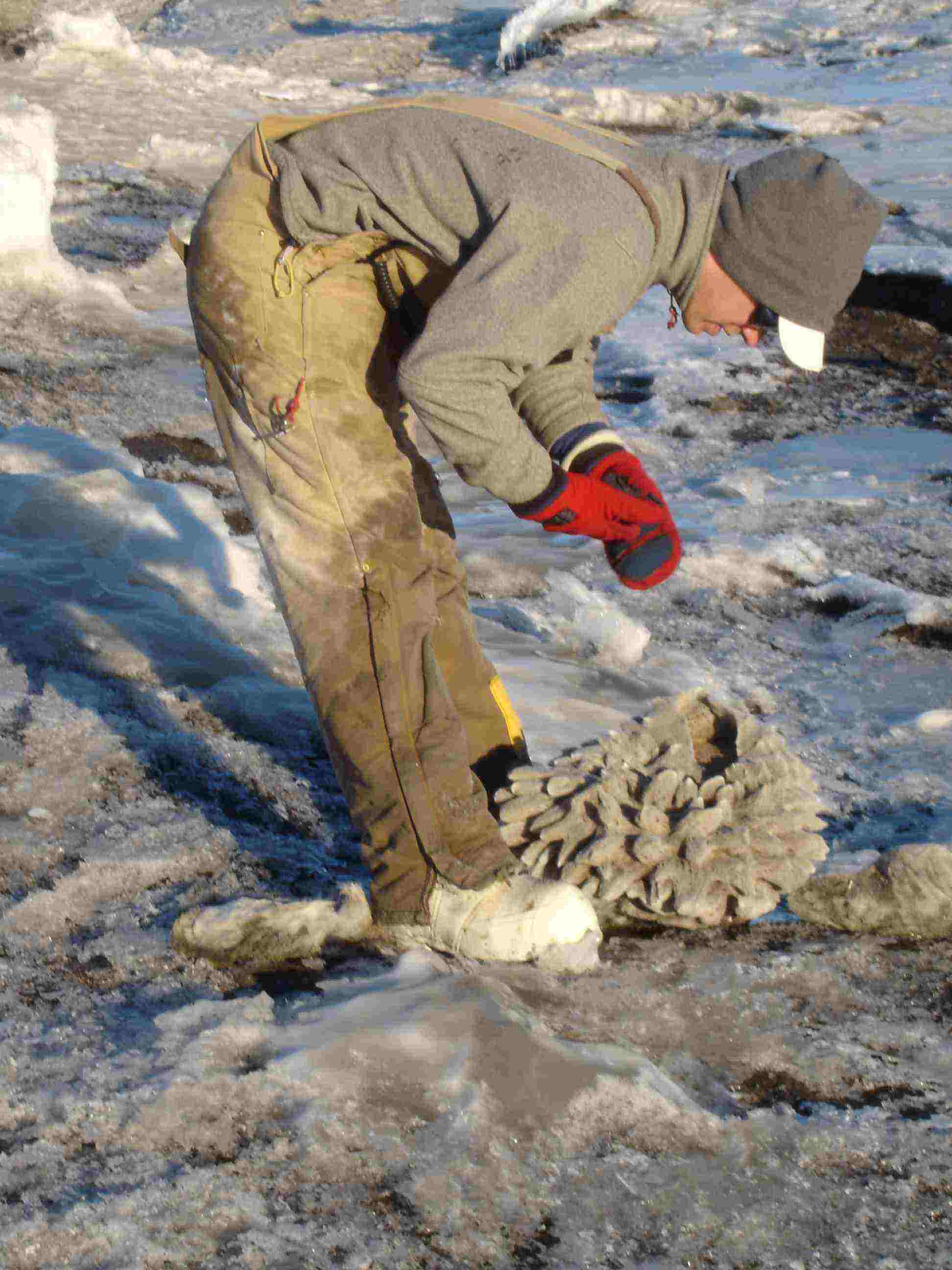
Uno scienziato esamina una spugna sulla superficie delle secche occidentali del Canale McMurdo nell'Antartico.

In particolar modo nell'Antartico il ghiaccio ancorato è stato ritenuto responsabile di drastiche zonazioni della fauna della battigia. Molti animali sono direttamente condizionati dalla formazione di ghiaccio ancorato e si è visto che alcuni tipi di spugne provocano rapidamente la formazione di questo tipo di ghiaccio, rimanendone danneggiate.
Il ghiaccio ancorato può anche formarsi e crescere su oggetti animati o non animati e sollevarli dal fondo marino. Nell'Antartico ciò provoca nella maggior parte dei casi la morte di un organismo, poiché durante gran parte dell'anno l'oceano è ricoperto da ghiaccio e gli organismi possono facilmente venirne incorporati.
Molti organismi sono stati effettivamente trovati sulla superficie delle piattaforme di ghiaccio in certi luoghi dell'Antartico, probabilmente a causa della formazione di ghiaccio ancorato secondo il seguente schema:
- L'organismo accumula ghiaccio ancorato non appena viene a trovarsi in acqua sopraffusa.
- L'organismo tende a galleggiare a causa dell'accumulazione di ghiaccio e viene sollevato dal fondo marino.
- L'organismo fluttua al di sotto della piattaforma di ghiaccio o della copertura della banchisa ove congela.
- L'ablazione della superficie della copertura di ghiaccio e l'ulteriore accrescimento del ghiaccio nella parte sottostante, fa sì che l'organismo sia trasportato attraverso il ghiaccio e depositato sulla superficie, praticamente intatto.